# كاليب باتيرسون سيويل
كاليب باتيرسون سيويل (بالإنجليزية: Caleb Patterson-Sewell)‏ (20 مايو 1987 بهيندرسونفيل في الولايات المتحدة - ) هو لاعب كرة قدم أسترالي في مركز حراسة المرمى. لعب مع أتليتيكو كلوب دي برتغال وشيفيلد وينزداي ونادي جل فيسنتي ونادي فيتوريا سيتوبال ونادي ليفربول ونيويورك ريد بولز ونادي شمال كارولاينا وCleveland City Stars ‏ وMt Gravatt Hawks FC ‏ وRayo OKC ‏ وToowoomba Raiders FC ‏ وFort Lauderdale Strikers (2006–2016) ‏.

## وصلات خارجية
- كاليب باتيرسون سيويل على موقع الدوري الأمريكي (الإنجليزية)
- كاليب باتيرسون سيويل على موقع قاعدة بيانات كرة القدم.إي يو (الإنجليزية)
- كاليب باتيرسون سيويل على موقع Soccerway.com (الإنجليزية)
- كاليب باتيرسون سيويل على موقع AS.com (الإسبانية)